# Per Olsson

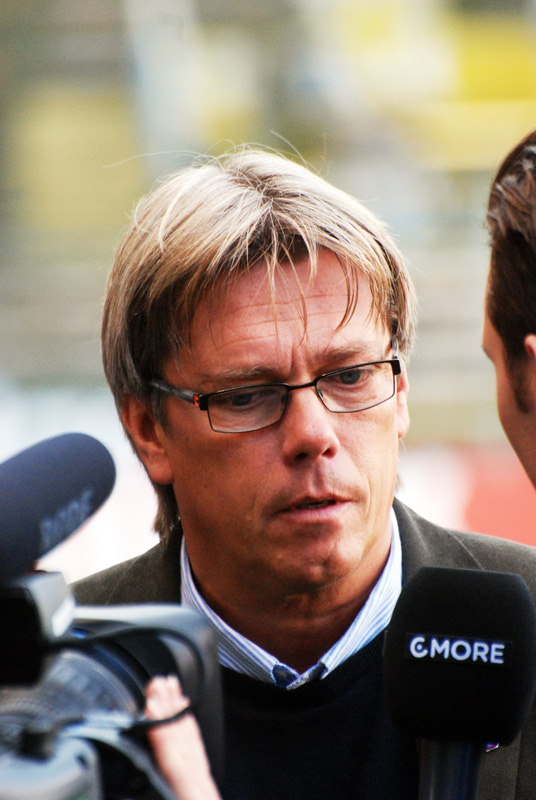
Olsson im Oktober 2012

Per Olsson (* 1. August 1963) ist ein schwedischer ehemaliger Fußballspieler und derzeitiger -trainer. Zuletzt war er bis August 2024 als Trainerassistent von Magnus Haglund bei Halmstads BK tätig.

## Werdegang
Olsson begann seine Karriere bei Gefle IF. Mit dem Klub stieg er 1982 nach Erfolgen über Kalmar FF nach fast fünfzig Jahren Unterbrechung wieder in die Allsvenskan auf. Mit sieben Saisontoren war er in der Spielzeit 1983 an der Seite von Mats Olausson, Lars Ytterbom und Arne Skalk vereinsintern erfolgreichster Torschütze und somit einer der Garanten für den Klassenerhalt des Klubs. Auch in der folgenden Spielzeit war er mit fünf Toren bester Schütze des Vereins aus Gävle, am Saisonende belegte die Mannschaft jedoch den letzten Tabellenplatz.
Nach 43 Erstligaspielen verließ Olsson Gefle IF und wechselte innerhalb der schwedischen Eliteserie. Er schloss sich dem Ligarivalen Malmö FF an. Unter Trainer Roy Hodgson kam er jedoch nur sporadisch zum Zug, als die Mannschaft um Mats Magnusson, Anders Palmér, Björn Nilsson und Hasse Borg zwar als Tabellenerster der regulären Spielzeit in die Meisterschaftsendrunde startete, dort jedoch mit zwei Niederlagen gegen IFK Göteborg scheiterte. Daraufhin wechselte er nach nur einer Spielzeit erneut den Klub, neuer Verein wurde der Erstligist Halmstads BK. Vor Mats Jingblad und Per-Åke Johansson platzierte er sich mit sieben Toren in seiner ersten Spielzeit auch hier als bester vereinsinterner Schütze, lediglich die schlechtere Tordifferenz gegenüber dem punktgleichen IFK Norrköping verhinderte eine Meisterschaftsendrundenteilnahme. Der Erfolg war jedoch nicht von Dauer: Mit drei Saisontoren im Folgejahr war er weniger erfolgreich und die Mannschaft beendete die Spielzeit 1987 auf einem Abstiegsplatz.
Olsson begann seine Trainerlaufbahn Anfang der 1990er Jahre als Assistenztrainer von Stefan Lundin bei Gefle IF. Nach dessen Wechsel ins Management des Klubs 1996 stieg er zum hauptverantwortlichen Trainer auf und betreute die Mannschaft in der zweiten Liga. Bei Einführung der Superettan zum Ende der Spielzeit 1999 verpasste er mit der Mannschaft in den Relegationsspielen gegen den FC Café Opera aufgrund der Auswärtstorregel nach einem 0:0-Auswärts- und einem 2:2-Heimunentschieden die Qualifikation. Als Staffelsieger kehrte der Klub jedoch bereits im Folgejahr in die Zweitklassigkeit zurück. In der Zweitligaspielzeit 2001 verpasste er mit der Mannschaft den direkten Durchmarsch in die Allsvenskan nur um einen Punkt. Nach einem elften Platz in der folgenden Spielzeit ersetzte ihn Kenneth Rosén als Trainer, nachdem er als Assistent von Lundin zum Örebro SK in die Allsvenskan gewechselt war. Das Duo führte die Mannschaft auf Mittelfeldplätze, nach Ende der Spielzeit 2004 musste der Klub jedoch aufgrund finanzieller Probleme zwangsabsteigen.
Olsson kehrte nach dem überraschenden Tod Roséns, der Gefle IF in die Allsvenskan geführt hatte, im Dezember 2004 auf die Trainerbank des Klubs zurück. Mit der Mannschaft belegte er den letzten Nicht-Abstiegsplatz, Dank des ersten Platzes in der Fair-Play-Wertung der UEFA qualifizierte sich der Klub dennoch erstmals in seiner Vereinsgeschichte für den Europapokal. Im UEFA-Pokal 2006/07 schied er jedoch nach einer Heimniederlage und einem Unentschieden gegen den walisischen Vertreter AFC Llanelli bereits in der 1. Qualifikationsrunde aus. Der Erfolg setzte sich jedoch fort, erstmals hielt sich der Klub mehr als zwei Spielzeiten in der ersten Liga. Ab 2009 erhielt er Unterstützung von Urban Hammar, der zuvor als Riksinstruktör beim Svenska Fotbollförbundet für die Trainerausbildung und Spielerentwicklung zuständig gewesen war. Das Trainerduo führte den Klub 2009 über die Fair-Play-Wertung erneut in den Europapokal, ehe die Spielzeit 2010 auf dem Relegationsplatz beendet wurde. Gegen den Tabellendritten der Superettan GIF Sundsvall setzte sich die Mannschaft in beiden Spielen durch. Nach Saisonende kehrte Hammar zum Verband zurück, Olsson war wieder alleinverantwortlicher Cheftrainer. Unter seiner Leitung etablierte sich der Verein aus Gävle in der Allsvenskan.
Zur Saison 2014 wechselte Olsson innerhalb der Allsvenskan als Cheftrainer zu Djurgårdens IF. Mit dem Klub platzierte er sich trotz einiger finanziell motivierter Spielerverkäufe in seinen ersten beiden Spielzeiten in Stockholm in der vorderen Tabellenhälfte. Nachdem jedoch die Mannschaft in der ersten Hälfte der Spielzeit 2016 unter den Erwartungen des Managements geblieben war, trennte sich der Verein Anfang August des Jahres von Olsson. Anfang 2017 übernahm er das Traineramt beim Erstligaaufsteiger AFC Eskilstuna. Dieser blieb jedoch bis Ende Mai unter seiner Leitung ohne Sieg in der höchsten schwedischen Spielklasse, so dass er auch hier frühzeitig entlassen wurde. Später war er für Sandvikens IF in der drittklassigen Division 1 tätig.
Ende 2020 schloss sich Olsson seinem Ex-Klub Halmstads BK an, wo er als Teil des Trainerstabs von Magnus Haglund den scheidenden Reine Almqvist ersetzte und zudem im Scouting tätig war. Mit dem Aufsteiger verpasste er in der Erstligasaison 2021 in der Relegation gegen Helsingborgs IF den Klassenerhalt, das Duo führte den Klub am Ende der anschließenden Zweitligasaison direkt wieder ins Oberhaus. Hatte der Klub als Zwölfter der Spielzeit 2023 die Klasse gehalten, stand er in der folgenden Spielzeit erneut im Abstiegskampf. Nach durchwachsenen Leistungen der Mannschaft entschied sich der Klubvorstand im August 2024 zur Trennung von Olsson und Haglund.